# Zásilkovna
Zásilkovna je česká přepravně technologická společnost, poskytující komplexní logistické služby pro internetové obchody a i pro fyzické osoby. Majitelem je holding Packeta.

## Historie
Společnost Zásilkovna byla založena v roce 2010 českou podnikatelkou Simonou Kijonkovou. Koncem roku 2023 došlo k prodeji Packety, která vlastní Zásilkovnu. Novým majitelem společnosti stalo konsorcium firem tvořené nadnárodním investorem CVC, skupinou Emma Capital Jiřího Šmejce a investiční společností R2G založenou miliardářem Oldřichem Šlemrem. CVC vlastní 65 procent, Emma Capital zbylých 35 procent. Novým CEO společnosti se stal Erich Čomor.
Zásilkovna, dceřiná společnost skupiny Packeta se od svého založení rozrostla do sedmi států v Evropě a zaměstnává přes 2 000 lidí. Packeta operuje také v Německu, Polsku, Maďarsku, Rumunsku, Slovinsku a na Slovensku.  Skupina Packeta disponuje sítí s více než 15 000 vlastními výdejními místy ve čtyřech zemích Evropy, z toho více než 6 000 jsou Z-BOXy, automatická výdejní místa. Od svého založení dosáhla společnost několika důležitých milníků a vyhrála řadu prestižních ocenění.
Packeta v roce 2022 zvýšila obrat na 6,1 mld korun. Meziročně se jedná o růst o 23 %. V roce 2021 hlásila 4,9 mld korun a rok předtím téměř 2,5 mld. V roce 2023 dokázala Packeta v obratu vyrůst o 18,3 procenta na 7,25 mld korun a to i přesto, že e-commerce trh se dvakrát za sebou meziročně propadl.

## Služby

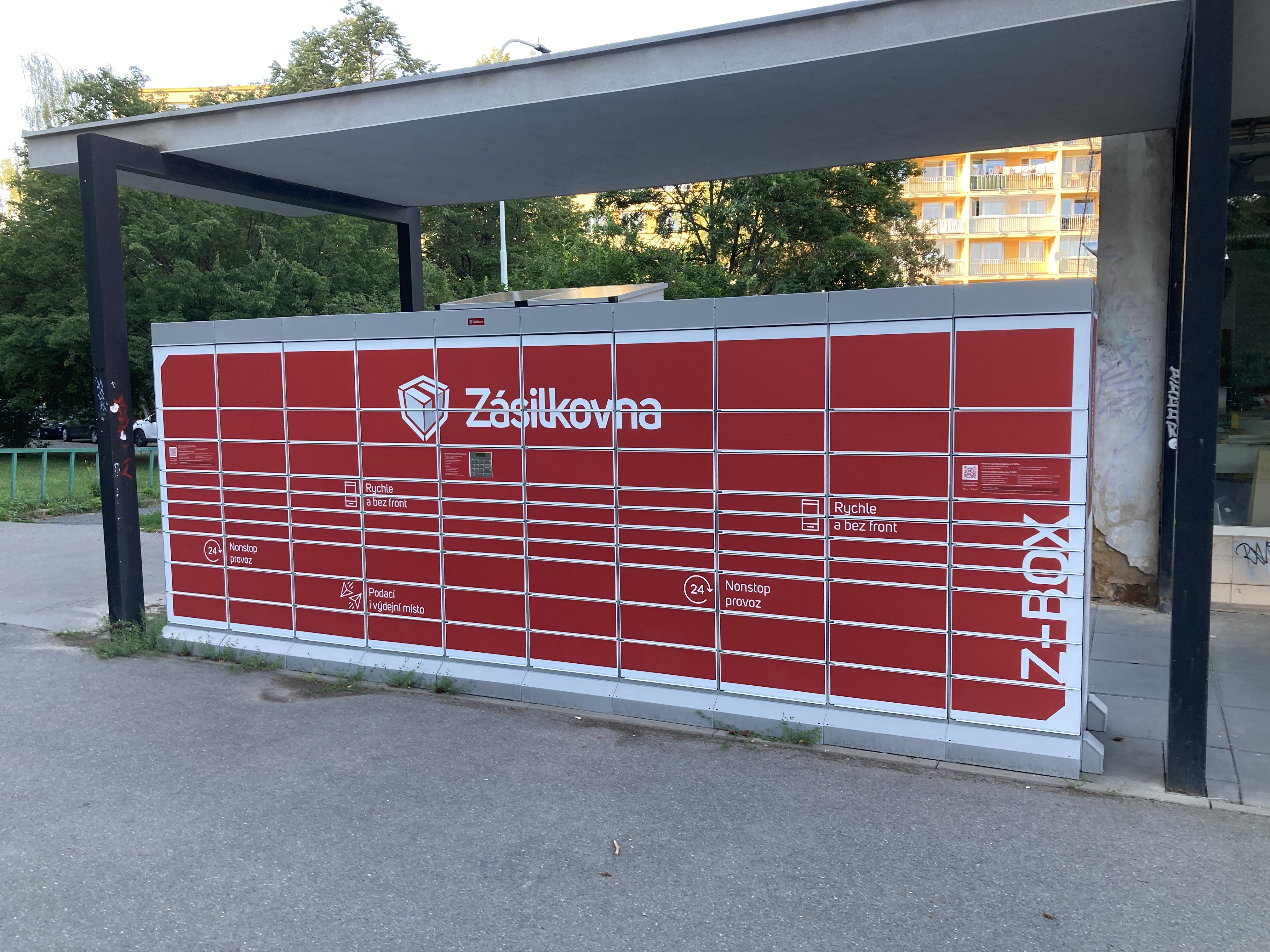
Box společnosti Zásilkovna (Praha, Prosek, červenec 2024).

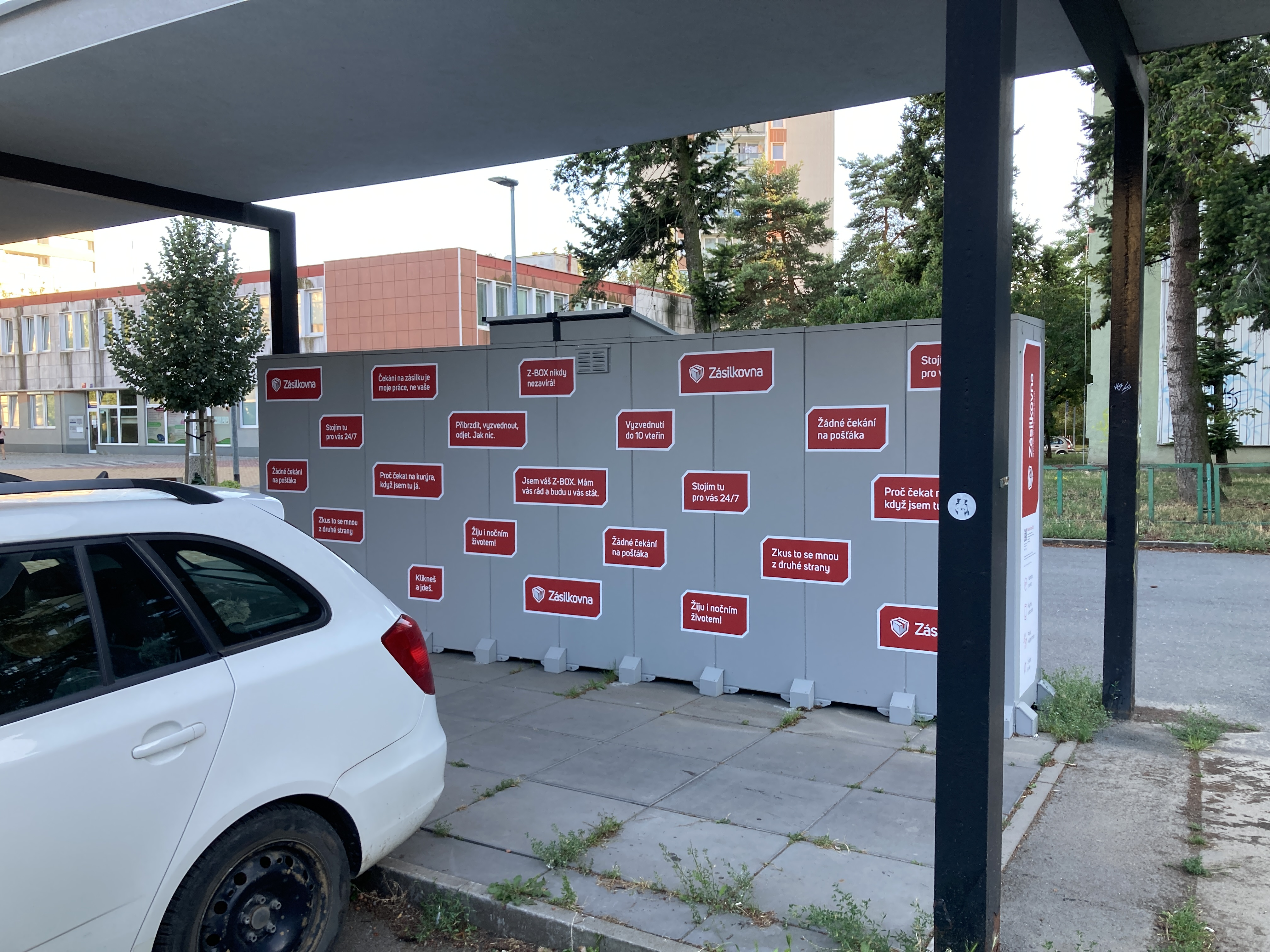
To samé, při pohledu na zadní část.

Skupina doručuje pro více než 49 tisíc e-shopů (leden 2024). Zaměřuje se na výdejní místa hlavně pro e-commerce segment. Všechna výdejní místa jsou provozována formou franšízy.
Od roku 2019 začala společnost poskytovat také přepravu zásilek mezi fyzickými osobami (služba Mezi námi) v ČR a na Slovensku, a to jak na výdejní místa, tak i na adresu. V dalších letech rozšířila Zásilkovna doručování zásilek mezi fyzickými osobami do Rumunska a Maďarska.
V září 2020 spustila Zásilkovna Z-BOXy, samoobslužná výdejní místa, která se ovládají skrze mobilní aplikaci. Z- Boxy potřebují ke svému chodu minimum energie, kterou zajišťují solární panely. Z-BOXy fungují pro zákazníky nepřetržitě. Zásilkovna umísťuje Z-BOXy i v menších městech či vesnicích.
Koncem roku 2023 nabízela Zásilkovna po celém Česku 9 000 partnerských výdejních (a často i podacích) míst. Z toho činí 3 556 vlastních Z-Boxů.
Dříve společnost spolupracovala s Českou poštou, ale spolupráci Zásilkovna k 31. lednu 2021 ukončila pro nespokojenost s kvalitou služeb.
Od 1. července 2021 spustila Zásilkovna službu „Zásilkovna domů“, která zajišťuje doručení na adresu. Kvůli službě vybudovala Zásilkovna vlastní síť mikrodep po celé České republice. Mikrodepa jsou tvořena vybranými výdejními místy. Pokud kurýr zákazníka doma nezastihne, ponechá zásilku na nejbližším výdejním místě, kde bude možné zásilku vyzvednout.
Na jaře 2023 spustila Zásilkovna službu podání zásilek přes automatická výdejní místa Z-BOX. Podání zásilek funguje přes mobilní aplikaci Zásilkovna. Další novinkou je, že Zásilkovna zavedla možnost sdílení zásilky s další osobou, která tak bude moci balíček vyzvednout, aniž by při sobě měla váš mobilní telefon. Sdílení zásilky s dalším člověkem je možné provést pohodlně z aplikace Zásilkovny.

## Depa a roboti
Zásilkovna představila v říjnu 2021 nové třídící roboty na depech. Jedná se o AGV vozíky PackMan. Zásilkovna se tak stala první společností v Evropě, která začala ve velké míře zařízení využívat. Vozíky dokážou třídit a rozvážet zásilky dvě hodiny, jejich nabití trvá 10 minut. Roboti zvládnou za hodinu odbavit a roztřídit více než 10 000 zásilek, což je dvojnásobný počet oproti stávajícímu režimu. Díky zaevidování zásilky zaměstnancem robot pozná, kam má zásilku zavést. Zaměstnanec následně zásilku naloží na robota a ten ji odveze do příslušného shozu.
Zásilkovna otevřela v říjnu 2022 v Rudné u Prahy nové depo, část třídění v něm zajišťují roboti. Nové depo s plochou 12 600 čtverečních metrů je ve skupině Packeta největší.

## Mezinárodní přeprava
V roce 2019 zahájila skupina Packeta přepravu zboží do všech tehdejších zemí Evropské unie, Švýcarska a na Ukrajinu. Do okolních zemí[ujasnit] doručuje zásilky do druhého dne, do řady dalších států do tří dnů. V roce 2022 Packeta doručovala již do 33 zemí. Vedle evropských států mohou klienti poslat zásilky také do Spojených arabských emirátů, USA, Turecka nebo do Izraele. Celá skupina provozuje celkem 53 dep s celkovou rozlohou 125 000 m².
Skupina Packeta nabízí e-shopům na jedno API napojení téměř 15 tisíc vlastních výdejních míst (z toho 5800 automatických výdejních míst Z-Box), přes 125 tisíc partnerských výdejních míst v celé Evropě a vlastní doručení na adresu v Česku a na Slovensku. Packeta spolupracuje s více než 70 mezinárodními partnerskými dopravci a poskytuje klientům nejlepší řešení v oblasti doručení. Zásilky tak vždy doručuje dopravce, který má aktuálně volnou kapacitu, díky čemuž je doručování rychlé a flexibilní. Packeta nabízí e-shopům řadu platebních možností dle jejich preferencí.
V případě odesílání zásilek do zahraničí nabízí Packeta pomoc s celní deklarací a mnoho dalšího. Štítky pro každou zásilku mohou e-shopy vytisknout z jediného systému, a to bez ohledu na dopravce a místo určení. Samozřejmostí je také zákaznická podpora pro každou zemi (jak pro e-shopy, tak pro koncové zákazníky). Operátoři pomohou jak s nastavením systému, tak s vrácením zásilky. To vše na jedno rychlé a jednoduché API napojení.